# 일요일
| 요일   | 요일   | 요일   | 요일   | 요일   | 요일   | 요일   |
| ------ | ------ | ------ | ------ | ------ | ------ | ------ |
| 월요일 | 화요일 | 수요일 | 목요일 | 금요일 | 토요일 | 일요일 |

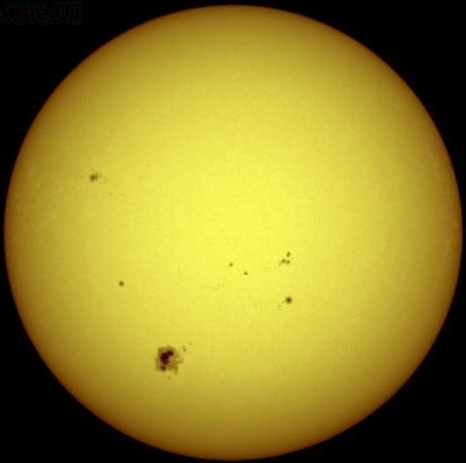
태양의 모습.

일요일(日曜日, Sunday)은 요일 중의 하나로, 토요일 뒤의 날, 월요일 앞의 날이다. 일요일은 대부분의 서방 국가에서 주말의 일부로 취급한다. 월요일을 우선으로 하는 국가에서는 ISO 8601의 권고에 따라 한 주의 마지막 날이다. 일요일을 우선으로 하는 국가에서는 한 주의 첫 번째 날이다. 대한민국에서는 한자인 해 일(日)을 따서 일요일이라고 부르는데, 영어권에서도 Sun을 따서 Sunday라고 부른다.
Sunday(일요일)의 유래는 로마의 황제 콘스탄틴이 시이저가 제정한 율리우스력을 보완하여 7일이 기본이 되는 주(週) 제도의 개념을 도입하고 고대 영어의 day of sun 해(日)에게 바쳐진 날에서 유래되었다.
태양신의 날(Sunday)을 첫째 날로 정하여 휴일로 선포되었으며 전통적 기독교 달력에서는 한 주(週)가 시작하는 기준이 되는 날로 보는데, 이러한 영향으로 인해 일부 국가들은 일요일을 일주일의 첫 번째 날로 간주하기도 한다. 중동 일부 국가를 제외한 대부분의 국가에서 일요일은 공휴일로 달력에는 해당 요일의 날짜를 빨간색으로 표시한다.

## 사건
- 피의 일요일

## 행사와 문화
- 중동 지방을 제외한 대부분의 나라들은 이 날을 휴일로 여긴다.
- 일본에서는 1월 14일 이후 첫 일요일에 대학 입시 센터 시험의 수학, 이과(과학) 시험을 치른다.
- 미국 일부 주에서는 일요일에 술을 팔지 못한다.

### 일요일의 의미를 갖는 도시
- 도미니카: 일요일의 나라를 뜻하거나 일요일 의미의 여성 이름이다.
- 산토도밍고: 도미니카 공화국의 수도; 성 일요일
- 파자르: 흑해 남안의 도시 (파자르테시: 월요일)

## 같이 보기
- 일요일로 시작하는 평년
- 일요일로 시작하는 윤년